# Gametap
Gametap, av företaget skrivet GameTap, var en nättjänst som tillhandahåller äldre spel som ursprungligen utvecklats för till exempel Commodore 64, Sega Mega Drive och Neo-Geo. Vid lanseringen av denna tjänst fanns cirka 300 titlar att ladda ner, nya titlar tillkommer varje torsdag.

## Lista överemuleradesystem
- Arkadspel
- Atari 2600
- Commodore 64
- DOS
- Intellivision
- Microsoft Windows
- Neo-Geo
- Sega 32X
- Sega Dreamcast
- Sega Genesis
- Sega Master System
- Sega Mega Drive
- Sega Saturn
- Sega SG-1000